# الجامعة اللبنانية الثقافية في العالم
الجامعة اللبنانية الثقافية في العالم (WLCU) هي منظمة دولية غير هادفة للربح ترعاها الحكومة اللبنانية وتعمل بشكل مستقل بالتعاون مع المهاجرين اللبنانيين في الخارج، وتمثل الشتات اللبناني في العالم، لها مكاتب في العديد من المراكز الرئيسية للشتات اللبناني في جميع أنحاء العالم.

## 1960 - منتصف التسعينيات
تأسست المنظمة في بيروت لبنان في عام 1960، تحت اسم «الاتحاد اللبناني العالمي»، وفي 1973 تم تغيير الاسم ليصبح «الاتحاد الثقافي اللبناني العالمي» لتعزيز الجوانب الثقافية للشعب اللبناني في جميع أنحاء العالم.
أسفرت الحرب الأهلية اللبنانية، والاختلافات السياسية العميقة والطائفية في بعض الأحيان والتدخلات الحكومية الرسمية اللبنانية عن استياء وتشكيل الجماعات المتنافسة، على الرغم من أن المنظمة التاريخية الرسمية تدعي أنها هي الوحيدة التي تلتزم بقواعد اتحاد النقابات العالمي كما عدلت في عام 1985 وسجلت على النحو الواجب في وزارة الداخلية في بيروت.

## 2010 - مزيد من الانقسامات
نتج عن المؤتمر العام 2010 للمنظمة المزيد من الانقسام عن مؤسسة أحمد ناصر حيث أنشقت مجموعة جديدة كانت تعمل سابقًا تحت قيادة ناصر لعقد مؤتمرها المستقل وانتخاب ألبرت ماتا رئيسًا لمجموعة ثالثة من اتحادات الجامعات في جميع أنحاء العالم.
في 25 تشرين الأول (أكتوبر) 2013 عقدت السلطة التاريخية في الجمعية العامة في بيروت اجتماعها لإعادة انتخاب رئيسها السابق «أحمد ناصر» لولاية جديدة بعد انتهاء ولاية «مسعد هجال»، وقد تم ذلك على الرغم من الأمر القانوني الصادر عن الفصيل الذي ترأسه «ألبرت متى» لتأجيل انعقاد الجمعية العامة.

## الوضع الحالي
تم تقسيم الجامعة اللبنانية الثقافية في العالم (WLCU) بين ثلاث ولايات متضاربة لكل سلطة مطالبة:
- أعيد انتخاب السلطة القضائية التاريخية تحت رئاسة أحمد ناصر في 25 أكتوبر 2013 لفترة ولاية جديدة مدتها سنتان، مع انتهاء ولاية الرئيس الحالي مسعد هجال لمدة عامين. بعد ذلك تم انتخاب بيتر الأشقر رئيسًا في عام 2015 وفي أكتوبر 2017 انتخب القنصل رمزي حيدر.[3]
- الاختصاص التاريخي للمعارضة منذ تسعينيات القرن الماضي تحت رئاسة إلياس كساب. الرؤساء في هذه الفصيلة هم بشارة بشارة، جو بيني، أنيس كرابيت، إيلي حكمه، عيد الشدراوي (تم انتخابه في 26 أكتوبر 2009 في مدينة مكسيكو)، ميشيل دويهي (منتخب في 27 مارس 2012 في مدينة مكسيكو)، أليخاندرو كوري بيريس (تم انتخاب مارس 2014، في بوينس آيرس) وشغل الوظيفة إلياس كساب (تم انتخابه في 4 أبريل 2016 في تورنتو).
- الاختصاص الحالي للمعارضة منذ مؤتمر 2010. تحت رئاسة ألبرت متى بعد مؤتمر منشق عقد في 18 سبتمبر 2010 من قبل بعض الأعضاء المعارضين لمنظمة WLCU / Ahmad Nasser التقليدية.